# Сагадат
Сагадат (баш. Сәғәҙәт) — упразднённый посёлок Сараевского сельсовета Альшеевского района БАССР.

## География
Находился возле р. Курсак рядом с деревней Ирик. 
Согласно данным 1952 года, Сагадат находился в 29 км от райцентра и ж.д. станции (Раевка), в 4 км от центра сельсовета (Сараево). 

## История
По данным на 1925 год — артель Сагадат из 9 домохозяйств, входящая в Слаковская волость, Белебеевский кантон. 

Упразднён официально в 1981 году, согласно Указу Президиума ВС Башкирской АССР от 14.09.1981 N 6-2/327 «Об исключении некоторых населенных пунктов из учетных данных по административно-территориальному делению Башкирской АССР».

## Население
Преобладающая национальность — татары (1925, 1969 годы). 
На 1 января 1969 года проживали 109 человек.